# Nemesis (schip, 1839)

De Nemesis (geheel rechts) en de explosie van de Chinese jonk op 7 januari 1841.

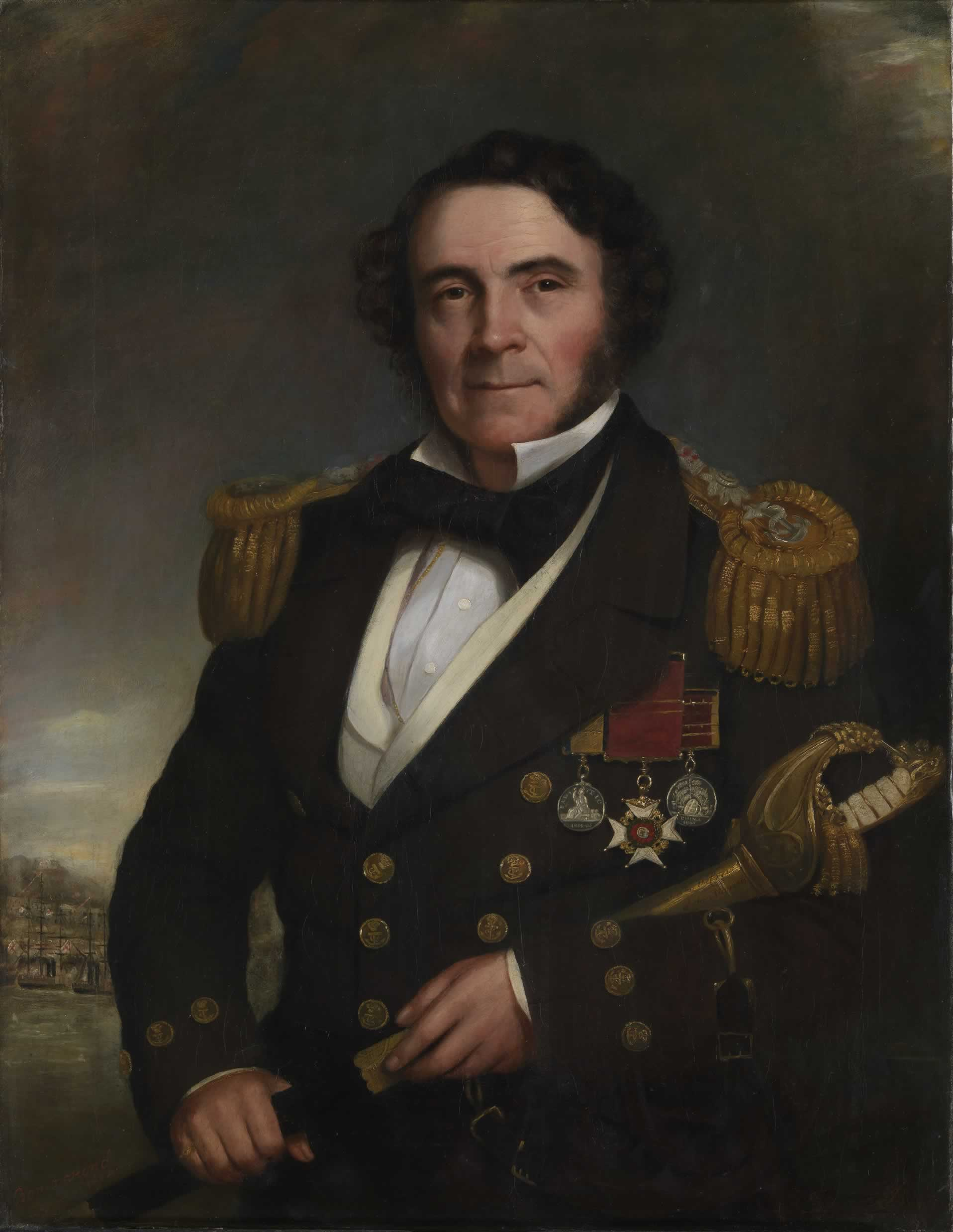
Kapitein William Hutcheon Hall van de Nemesis. De meest rechtse medaille is voor de strijd in China.

De Nemesis was het eerste Britse ijzeren oorlogsschip. Het werd in 1839 tewatergelaten na een korte bouwtijd van drie maanden. Ze was voorzien van zeilen, maar het was ook een raderstoomboot. Ze heeft voornamelijk dienst gedaan in het Verre Oosten. Het heeft tijdens de Eerste Opiumoorlog een belangrijke rol gespeeld tegen de Chinese marine.
De Britse Oost-Indische Compagnie (Engels: East India Company of EIC) was de opdrachtgever voor de bouw van het schip.
Het werd in drie maanden gebouwd op de scheepswerf van John Laird in Birkenhead. Het was uitgerust met zeilen, maar ook met twee raderen. Voor de voortstuwing kreeg het twee stoommachines van elk 60 paardenkracht. De bunkers waren voldoende groot om steenkool voor 20 dagen varen mee te nemen. Het kreeg een bewapening van twee 32-ponders en vier 6-ponders. Het was uitgerust met waterdichte schotten, een nieuwigheid voor die tijd. De combinatie van zeilen en raderen en haar geringe diepgang maakt het bijzonder geschikt voor operaties langs de kust en op de grote rivieren.
Op haar eerste reis vanuit Liverpool maakte ze een goede indruk. Met zeil en stoom bereikte ze in maart 1840 een snelheid van 9 knopen. Ze voer naar het zuiden, maar in een nacht kwam ze in aanvaring met een rots voor de kust van Cornwall. Ze was afgeweken van de koers omdat het magnetische kompas niet goed functioneerde op het ijzeren schip. De rompplaat was beschadigd en water stroomde naar binnen. De waterdichte schotten werkten goed en voorkwam dat ze ten onder ging. Bij vloed kwam ze op eigen kracht los en voer naar Portsmouth voor herstelwerkzaamheden.
Op 28 maart 1840 vertrok het vanuit Portsmouth en kwam na 243 dagen varen op 25 november 1840 in Macao aan.
Tijdens de Eerste Opiumoorlog heeft ze een belangrijke rol gespeeld in de strijd tegen de Chinezen. Door haar geringe diepgang kon ze dicht bij de Chinese forten en jonken komen om deze met haar kanonnen en raketten te beschieten. Ze trok hierbij op met andere schepen van de Royal Navy.
Op 7 januari 1841 kwam ze in actie tijdens de tweede slag in de Parelrivierdelta. Dit was de toegangsweg naar de belangrijke havenplaats Guangzhou en langs de rivier lagen diverse Chinese forten en versterkingen om de stad te verdedigen. Vanaf de Nemesis werd een congreveraket afgevuurd op een Chinese jonk. Deze werd geraakt en ging na een gigantische explosie ten onder. Bijna de gehele Chinese squadron ging die dag ten onder, slechts twee kleine schepen wist te ontsnappen. De Nemesis nam stroomopwaarts nog twee jonken op sleeptouw, maar een ervan kwam op een zandbank vast te zitten en werd achtergelaten.
Op 27 februari 1841 kwam ze weer in actie en hierbij werd de Cambridge, een oude vrachtvaarder van de EIC, vernietigd. De Chinezen hadden het schip gekocht en bewapend, maar het lag zonder personeel aan de kade. Een ploeg mariniers, waaronder enkele van de Nemesis, gingen aan boord en na het schip onderzocht te hebben, staken ze het in brand. Door de geringe diepgang kon de Nemesis ver de rivier op varen en speelde een rol bij de verovering van Guangzhou op 18 maart.
Na afloop van de oorlog werd ze ingezet tegen piraten in Indonesië en de Filipijnen. Eind 1846 keerde ze terug naar China. Er waren onlusten in Guangzhou en ze werd ingezet om de Britse belangen te verdedigen. In februari 1847 was de rust teruggekeerd en vertrok ze weer, maar dit onder protest van de Britse handelaren in de stad. In februari 1854 vertrok ze vanuit Shanghai met bestemming Belfast.